# Arcticoceras
Arcticoceras – rodzaj głowonogów z podgromady amonitów.
Żył w okresie jury (baton).